# Casque du Staffordshire
Le casque du Staffordshire est un casque anglo-saxon découvert en 2009 au sein du trésor du Staffordshire. C'est une des plus grandes découvertes archéologiques de la période.  Après ceux trouvés à Benty Grange, Sutton Hoo, Coppergate, Wollaston et Shorwell, il ne s'agit que du sixième casque anglo-saxon connu. 
Le casque, ainsi que tout le trésor, ont été achetés conjointement par le Birmingham Museum & Art Gallery et le Potteries Museum & Art Gallery. Ils sont actuellement conservés dans ces deux établissements. En 2012, une deuxième découverte archéologique sur le site a permis d'exhumer le deuxième protège-joue du casque. 

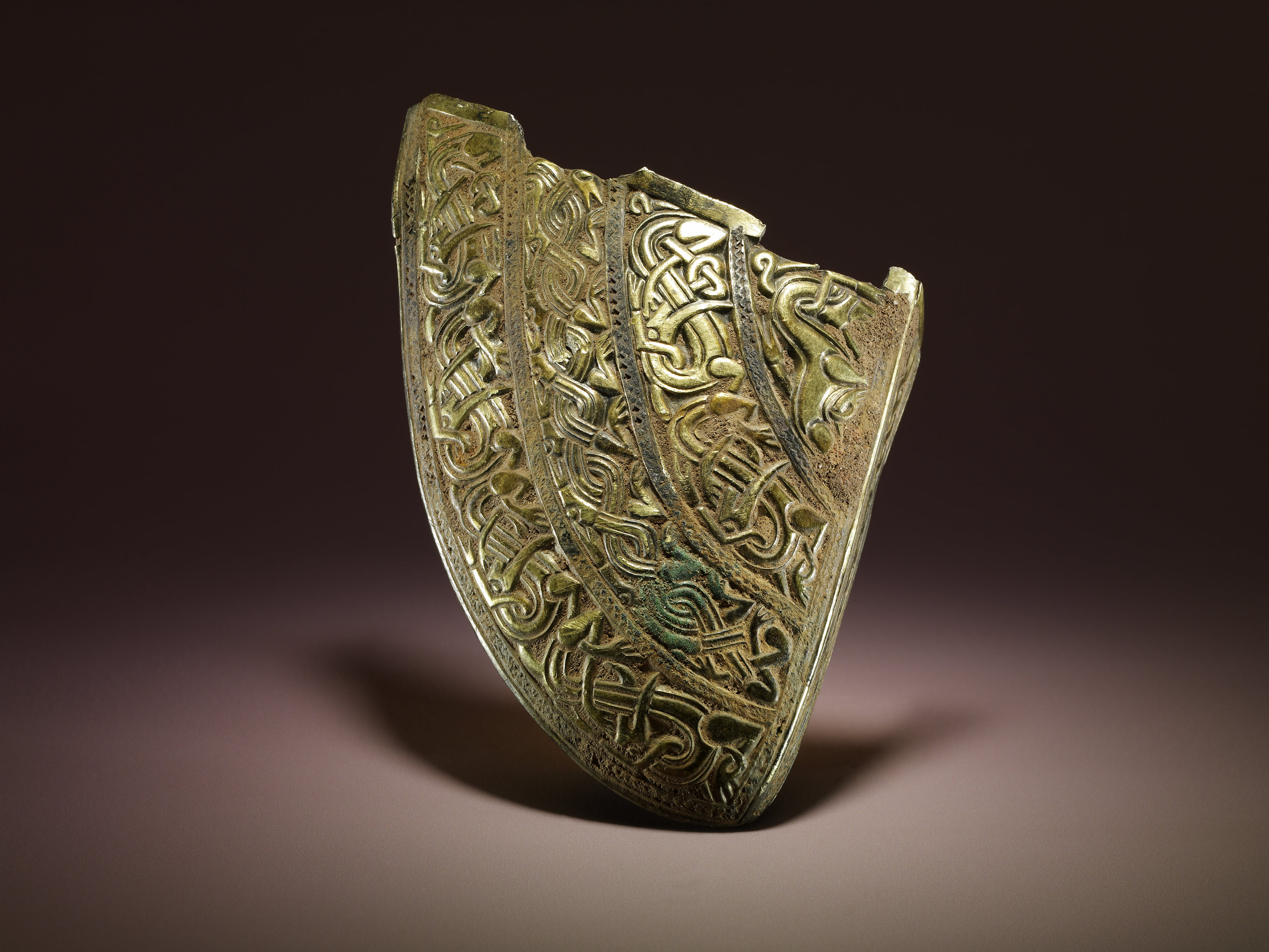
Protège-joue du casque du Staffordshire
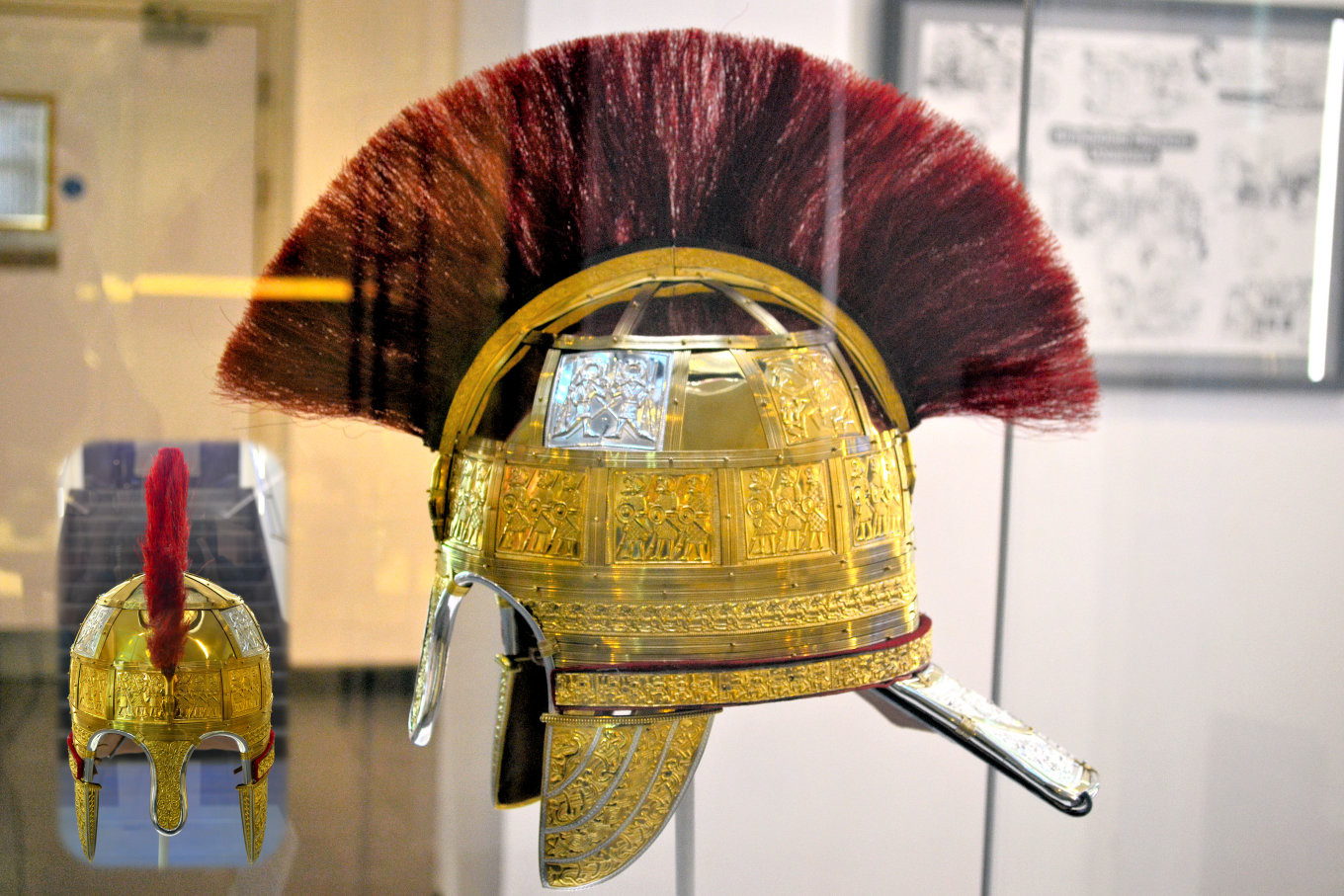
Reconstitution du casque
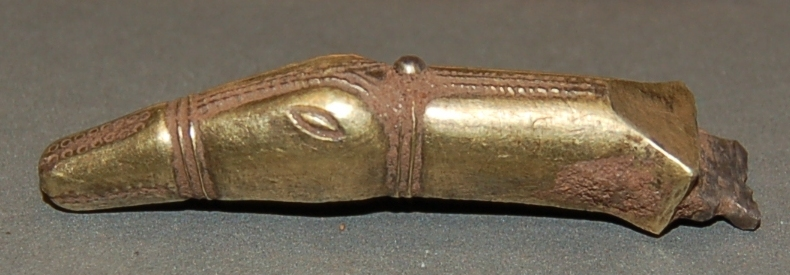
Extrémité zoomorphe de la crête du casque

## Article principal
- Trésor du Staffordshire